# Christo Mładenow
Christo Mładenow (ur. 7 stycznia 1928, zm. 24 kwietnia 1996) – bułgarski piłkarz i trener piłkarski. Był zawodnikiem Botewu Montana, Spartaku Wraca oraz klubów węgierskich.

## Kariera szkoleniowa
Pracę szkoleniową rozpoczął w połowie lat 50. w Spartaku Plewen. Jako trener klubowy prowadził dwukrotnie Lewski Sofia, Spartak Sofia, a także – na finiszu kariery – portugalski
CF Os Belenenses, gdzie jego podopiecznymi byli rodacy Borisław Michajłow i Stojczo Mładenow. Największe sukcesy osiągnął jednak z Beroe Stara Zagora, z którym awansował do ekstraklasy w sezonie 1970-1971, a rok później doprowadził go do trzeciego miejsca w lidze; oraz z Slawią Sofia, gdzie w 1980 roku wywalczył wicemistrzostwo kraju i Puchar Bułgarii.
Równocześnie co najmniej od początku lat 70. pracował dla Bułgarskiego Związku Piłki Nożnej. W tej dekadzie czterokrotnie był selekcjonerem reprezentacji Bułgarii. Najbardziej owocne były lata 1973–1974, podczas których poprowadził drużynę narodową na Mundialu 1974, gdzie Bułgarzy po dwu remisach i jednej porażce zajęli trzecie miejsce w grupie. W latach 1976 i 1977 trenował kadrę w duecie z Jonczo Arsowem.
Po raz piąty obowiązki selekcjonera przejął po Mundialu 1986, kiedy zastąpił Iwana Wucowa. Prowadził zespół w eliminacjach do Euro 1988; Bułgarzy, po zwycięstwach nad Irlandią (2:1), Luksemburgiem (4:1 i 3:0) i Belgią (2:0) oraz remisach ze Szkocją (0:0) i Belgią (1:1), długo prowadzili w tabeli kwalifikacyjnej. Jednak dwa przegrane spotkania (z Irlandczykami i Szkotami) na zakończenie eliminacji sprawiły, że ostatecznie zajęli dopiero drugie miejsce i nie awansowali do turnieju. Mładenowa zaś zastąpił Boris Angełow.

## Sukcesy szkoleniowe
- awans do ekstraklasy w sezonie 1970-1971 oraz III miejsce w I lidze 1972 z Beroe Stara Zagora
- wicemistrzostwo Bułgarii 1980 i Puchar Bułgarii 1980 ze Slawią Sofia
- start na Mundialu 1974 (faza grupowa) z reprezentacją Bułgarii